# Petra Welzel
Petra Welzel (* 1962 in Düsseldorf) ist eine deutsche Drehbuchautorin und Schriftstellerin.

## Leben
Petra Welzel studierte Soziologie und arbeitete einige Jahre als Sozialarbeiterin, bevor sie über ihren damaligen Lebenspartner, den deutsch-griechischen Drehbuchautor Christos Yiannopoulos, mit dem sie zwei gemeinsame Kinder hat, als Schreibpartnerin zum Drehbuchschreiben kam. Sie schrieben beide gemeinsam die Fernsehfilme Die Babysitterin – Schreie aus dem Kinderzimmer, Die heilige Hure und Tausche Kind gegen Karriere. Neben der Tatortfolge Der zweite Mann waren sie auch für die Konzeption der ZDF-Fernsehserie Nesthocker – Familie zu verschenken verantwortlich.
Seit 2005 ist Welzel auch als Schriftstellerin historischer Romane tätig. So wurden ihre drei Historienromane Hildegards Lied: Hildegard von Bingen, der Roman ihres Lebens (2005), Theophanu, von Gottes Gnaden Kaiserin (2006) und Die Lumpenprinzessin (2009) alle beim Krüger Verlag publiziert.

## Filmografie (Auswahl)
- 1997: Die Babysitterin – Schreie aus dem Kinderzimmer
- 1998: Die heilige Hure
- 1998: Tatort – Der zweite Mann
- 2000: Nesthocker – Familie zu verschenken (Fernsehserie, fünf Folgen)
- 2002: Bernds Hexe (Fernsehserie, zwei Folgen)
- 2005: Tausche Kind gegen Karriere

## Werke
- 2005: Hildegards Lied: Hildegard von Bingen, der Roman ihres Lebens. Krüger Verlag, 443 Seiten, ISBN 3-8105-2348-8
- 2006: Theophanu, von Gottes Gnaden Kaiserin. Krüger Verlag, 476 Seiten, ISBN 978-3-8105-2349-5
- 2009: Die Lumpenprinzessin. Krüger Verlag, 430 Seiten, ISBN 978-3-8105-2368-6